# Marcel Wędrychowski
Marcel Wędrychowski (Stettino, 13 gennaio 2002) è un calciatore polacco, attaccante del Pogoń Stettino.

## Carriera

### Club
Cresciuto nel settore giovanile del Pogoń Stettino, debutta in prima squadra il 20 dicembre 2019, subentrando dalla panchina nell'incontro di Ekstraklasa perso per 1-0 in casa contro il Korona Kielce: si tratta di una delle sue sole tre presenze stagionali (nel resto della stagione gioca infatti un'ulteriore partita in campionato ed una partita nella coppa nazionale polacca). Torna a giocare una partita in prima squadra solamente nel luglio del 2021, disputando gli ultimi dieci minuti dell'incontro dei turni preliminari di Conference League perso per 1-0 sul campo dei croati dell'Osijek, che peraltro sancisce l'eliminazione della sua squadra dalla competizione; poco più tardi viene ceduto in prestito al Górnik Łęczna, con cui trascorre la stagione 2021-2022 sempre in prima divisione, giocando 18 partite e segnando un gol, peraltro anche il suo primo in carriera tra i professionisti, nei minuti di recupero della partita vinta per 3-2 in casa contro il Wisła Płock il 13 settembre 2021, nella quale peraltro decide l'incontro a favore del suo club. Terminato il prestito fa dunque ritorno al Pogoń Stettino, con cui nella stagione 2022-2023 continua a giocare in Ekstraklasa.

### Nazionale
Ha rappresentato le nazionali giovanili polacche.

## Statistiche

### Presenze e reti nei club
Statistiche aggiornate al 13 novembre 2022.
| Stagione              | Squadra               | Campionato            | Campionato | Campionato | Coppe nazionali | Coppe nazionali | Coppe nazionali | Coppe continentali | Coppe continentali | Coppe continentali | Altre coppe | Altre coppe | Altre coppe | Totale | Totale |
| Stagione              | Squadra               | Comp                  | Pres       | Reti       | Comp            | Pres            | Reti            | Comp               | Pres               | Reti               | Comp        | Pres        | Reti        | Pres   | Reti   |
| --------------------- | --------------------- | --------------------- | ---------- | ---------- | --------------- | --------------- | --------------- | ------------------ | ------------------ | ------------------ | ----------- | ----------- | ----------- | ------ | ------ |
| 2019-2020             | Pogoń Stettino        | EK                    | 2          | 0          | CP              | 1               | 0               |                    | -                  | -                  |             | -           | -           | 3      | 0      |
| lug. 2021             | Pogoń Stettino        | EK                    | -          | -          | CP              | -               | -               | UECL               | 1                  | 0                  |             | -           | -           | 1      | 0      |
| ago. 2021-2022        | Górnik Łęczna         | EK                    | 18         | 1          | CP              | 2               | 0               |                    | -                  | -                  |             | -           | -           | 20     | 1      |
| 2022-2023             | Pogoń Stettino        | EK                    | 6          | 0          | CP              | 1               | 0               | UECL               | 0                  | 0                  |             | -           | -           | 7      | 0      |
| Totale Pogoń Stettino | Totale Pogoń Stettino | Totale Pogoń Stettino | 8          | 0          |                 | 2               | 0               |                    | 1                  | 0                  |             | -           | -           | 11     | 0      |
| Totale carriera       | Totale carriera       | Totale carriera       | 26         | 1          |                 | 4               | 0               |                    | 1                  | 0                  |             | -           | -           | 31     | 1      |